# Eugen Müller (Oberamtmann)
Eugen Müller (* 17. Juni 1858; † im November 1927) war ein württembergischer Oberamtmann.

## Leben
Müller studierte Rechts- und Staatswissenschaften in Tübingen, Berlin und Göttingen. Er war seit dem Wintersemester 1877/78 Mitglied der Burschenschaft Germania Tübingen. Er legte 1882 die erste und 1883 die zweite höhere Dienstprüfung ab.
Er war von 1883 bis 1884 stellvertretender Amtmann bei den Oberämtern Heidenheim und Urach. Danach war er Amtmann bei den Oberämtern Heilbronn (1884 bis 1888) und Stuttgart (1888 bis 1892). Von 1892 bis 1896 war er Kollegialhilfsarbeiter bei der Regierung des Donaukreises in Ulm, wobei er 1894 als Oberamtsverweser in Cannstatt und 1895 in Tuttlingen tätig war. 
Anschließend war er von 1896 bis 1900 Oberamtmann beim Oberamt Aalen. 1900 wurde er wegen eines Nervenleidens in den Ruhestand versetzt.
Er war evangelischer Konfession.